# SummerSlam (2021)
SummerSlam (2021) – gala wrestlingu wyprodukowana przez federację WWE dla zawodników z brandów Raw i SmackDown. Odbyła się 21 sierpnia 2021 w Allegiant Stadium w Paradise w stanie Nevada. Emisja była przeprowadzana na żywo za pośrednictwem serwisu strumieniowego Peacock w Stanach Zjednoczonych i WWE Network na całym świecie oraz w systemie pay-per-view. Była trzydziesta czwarta gala w chronologii cyklu SummerSlam.
Podczas gali odbyło się jedenaście walk, w tym jedna podczas pre-show. W walce wieczoru, Roman Reigns pokonał Johna Cenę broniąc Universal Championship. W innych ważnych walkach, Bobby Lashley pokonał Goldberga broniąc WWE Championship, Edge pokonał Setha Rollinsa, Charlotte Flair pokonała broniącą mistrzynię Nikki A.S.H. i Rheę Ripley w Triple Threat matchu zdobywając po raz szósty Raw Women’s Championship, Damian Priest pokonał Sheamusa zdobywając United States Championship oraz RK-Bro (Randy Orton i Riddle) pokonali AJ Stylesa i Omosa zdobywając Raw Tag Team Championship. Podczas gali powrócili Becky Lynch, która pokonała Biancę Belair wygrywając SmackDown Women’s Championship i Brock Lesnar, który po raz ostatni wystąpił na WrestleManii 36 w kwietniu 2020.

## Produkcja
SummerSlam oferowało walki profesjonalnego wrestlingu z udziałem wrestlerów należących do brandów Raw i SmackDown. Oskryptowane rywalizacje (storyline’y) kreowane są podczas cotygodniowych gal Raw i SmackDown. Wrestlerzy są przedstawieni jako heele (negatywni, źli zawodnicy i najczęściej wrogowie publiki) i face’owie (pozytywni, dobrzy i najczęściej ulubieńcy publiki), którzy rywalizują pomiędzy sobą w seriach walk mających budować napięcie. Kulminacją rywalizacji jest walka wrestlerska lub ich seria.

### Rywalizacje
Po udanej obronie Universal Championship na Money in the Bank Roman Reigns oświadczył, że teraz wszyscy mogą go uznawać. Następnie John Cena niespodziewanie powrócił do WWE, zaznaczając swój pierwszy występ w firmie od czasu WrestleManii 36 w kwietniu 2020, gdzie popatrzył krótko z Reignsem, zanim wykonał swoją charakterystyczną drwinę "You Can't See Me" na Reignsie. Zamiast czekać na SmackDown, Cena pojawił się na Raw następnej nocy, aby się wytłumaczyć, deklarując, że chce umieścić Reignsa na jego miejscu. Następnie oficjalnie wyzwał Reignsa na walkę o Universal Championship na SummerSlam. Na SmackDown Cena pojawił się, by skonfrontować się z Reignsem, jednak Reigns odrzucił wyzwanie i zamiast tego przyjął wyzwanie od Finna Bálora, który sam wrócił na SmackDown w poprzednim tygodniu. Podczas podpisywania kontraktu w następnym tygodniu, Reigns podpisał kontrakt jako pierwszy, jednak gdy Bálor próbował go podpisać, został zaatakowany przez Barona Corbina, który zamiast tego próbował go podpisać. Cena następnie wyszedł, zaatakował Corbina i sam podpisał kontrakt, rezerwując w ten sposób Reignsa do obrony Universal Championship przeciwko Cenie na SummerSlam. Po wygłoszonym promo na SmackDown przed SummerSlam, Reigns powiedział, że odejdzie z WWE, jeśli nie zdoła pokonać Ceny.
Na gali Money in the Bank Nikki A.S.H. wygrała Money in the Bank ladder match kobiet, zdobywając kontrakt na wybrany przez siebie mecz o mistrzostwo kobiet w dowolnym momencie, podczas gdy później tego wieczoru Charlotte Flair pokonała Rheę Ripley i wygrała Raw Women’s Championship. Następnej nocy na odcinku Raw Flair obroniła tytuł w rewanżu z Ripley; jednak Flair została zdyskwalifikowana po trafieniu Ripley pasem tytułowym, w ten sposób Ripley wygrała walkę, ale nie mistrzostwo. Następnie doszło do bójki, a Ripley wykonała Riptide na Flair w ringu. Nikki następnie wybiegła i wykorzystała swój kontrakt Money in the Bank na Flair, aby wygrać Raw Women’s Championship. W następnym tygodniu Flair i Ripley wysunęli swoje roszczenia, by rzucić wyzwanie Nikki o tytuł na SummerSlam. WWE officials, Adam Pearce i Sonya Deville, rozwiązali tę sprawę, ogłaszając że Nikki będzie bronić mistrzostwo przed Flair i Ripley w Triple Threat matchu podczas gali.
Po swoim dominującym zwycięstwie na Money in the Bank, Bobby Lashley (w towarzystwie MVP) rzucił otwarte wyzwanie o WWE Championship następnego wieczoru na odcinku Raw. Wyzwanie zostało przyjęte przez powracającego Keitha Lee, który od lutego był nieaktywny z powodu problemów zdrowotnych. Po tym, jak Lashley pokonał Lee, Lashley i MVP zostali skonfrontowani z WWE Hall of Famerem Goldbergiem, występującym po raz pierwszy od Royal Rumble w styczniu. Goldberg ogłosił, że będzie kolejnym pretendentem do tytułu Lashleya. Jednak w następnym tygodniu Lashley odrzucił wyzwanie Goldberga. 2 sierpnia pojawił się Goldberg i zmierzył się z mistrzem twarzą w twarz, stwierdzając, że pokona Lashleya o tytuł. Walka została następnie zaplanowana na SummerSlam.
Po tym, jak Edge otrzymał walkę o Universal Championship na Money in the Bank, Seth Rollins zakwestionował tę decyzję, czując, że zasłużył na tę okazję. Podczas gali Rollins kosztował Edge’a walkę o mistrzostwo, a po walce obaj wpadli w tłum. Na następnym odcinku SmackDown Edge zawołał Rollinsa i stwierdził, że ich problemy sięgają grudnia 2014 roku, kiedy Rollins próbował zranić chirurgicznie naprawioną szyję Edge’a i definitywnie położył kres jego karierze. Następnie Rollins wyszedł i twierdził, że gardzi starszymi wrestlerami, takimi jak Edge i John Cena, za powrót i wykorzystanie okazji od obecnych wrestlerów, którzy to zdobyli. Następnie doszło do bójki. W następnym tygodniu Rollins zaatakował Edge’a podczas jego wejścia i oświadczył, że jeśli nie może zostać Universal Championem, to też Edge nie może. 6 sierpnia Edge wyzwał Rollinsa na pojedynek na SummerSlam, który Rollins zaakceptował.
5 lipca na odcinku Raw, Drew McIntyre zmierzył się i pokonał swojego starego kolegę z stajni 3MB Jindera Mahala (w towarzystwie Shanky’ego i Veera), po tym jak Mahal uznał, że McIntyre kosztował go możliwość rywalizacji w Money in the Bank ladder matchu. Po walce Mahal, Shanky i Veer zaatakowali McIntyre’a i ukradli miecz rodzinny McIntyre’a, którego używa do swoich wejściówkach. W następnym tygodniu Mahal, Shanky i Veer zniszczyli miecz tylko po to, by McIntyre ujawnił, że jest to replika. McIntyre następnie przystąpił do niszczenia motocykla Mahala. Na Money in the Bank Mahal, Shanky i Veer kosztowali McIntyre’owi Money in the Bank ladder match mężczyzn. Na następnym odcinku Raw Mahal, Shanky i Veer napawali się tym, że kosztowali McIntyre’owi tylko po to żeby McIntyre, zaatakował całą trójkę stalowym krzesłem. McIntyre pokonał następnie Shanky’ego i Veera w walkach w ciągu najbliższych kilku tygodni. 13 sierpnia na SummerSlam ogłoszono walkę pomiędzy McIntyre’em i Mahalem. 16 sierpnia na odcinku Raw, McIntyre pokonał Shanky’ego i Veera w Handicap matchu, wyrzucając w ten sposób tę dwójkę z okolic ringu na SummerSlam.
Na pierwszej nocy WrestleManii 37, Bianca Belair pokonała Sashę Banks i wygrała SmackDown Women’s Championship. 30 lipca na odcinku SmackDown, zarówno Carmella, jak i Zelina Vega zgłosiły swoje roszczenia do walki z Belair o tytuł. Oboje następnie zaatakowali Belair, która została uratowana przez Banks, która wystąpiła po raz pierwszy od czasu SmackDown po WrestleManii. Banks i Belair połączyły siły i pokonali Carmellę i Vegę w Tag Team matchu. Jednak po walce Banks zaatakowała Belair od tyłu, tym samym przechodząc heel turn. W następnym tygodniu Banks wyzwała Belair na pojedynek o tytuł na SummerSlam, którą Belair zaakceptowała.

## Wyniki walk
| Nr                                                                   | Wyniki                                                                        | Stypulacje                                                                       | Czas  |
| -------------------------------------------------------------------- | ----------------------------------------------------------------------------- | -------------------------------------------------------------------------------- | ----- |
| 1P                                                                   | Big E pokonał Barona Corbina                                                  | Singles match                                                                    | 6:35  |
| 2                                                                    | RK-Bro (Randy Orton i Riddle) pokonali AJ Stylesa i Omosa (c)                 | Tag Team match o WWE Raw Tag Team Championship                                   | 7:05  |
| 3                                                                    | Alexa Bliss pokonała Evę Marie (z Doudrop)                                    | Singles match                                                                    | 3:50  |
| 4                                                                    | Damian Priest pokonał Sheamusa (c)                                            | Singles match o WWE United States Championship                                   | 13:50 |
| 5                                                                    | The Usos (Jey Uso i Jimmy Uso) (c) pokonali Reya Mysterio i Dominika Mysterio | Tag Team match o WWE SmackDown Tag Team Championship                             | 10:50 |
| 6                                                                    | Becky Lynch pokonała Biancę Belair (c)                                        | Singles match o WWE SmackDown Women’s Championship                               | 0:26  |
| 7                                                                    | Drew McIntyre pokonał Jindera Mahala                                          | Singles match Veer i Shanky byli wyrzuceni z okolic ringu.                       | 4:40  |
| 8                                                                    | Charlotte Flair pokonała Nikki A.S.H. (c) i Rheę Ripley poprzez submission    | Triple Threat match o WWE Raw Women’s Championship                               | 13:05 |
| 9                                                                    | Edge pokonał Setha Rollinsa poprzez submission                                | Singles match                                                                    | 21:15 |
| 10                                                                   | Bobby Lashley (c) (z MVP) pokonał Goldberga przez zastopowanie walki          | Singles match o WWE Championship                                                 | 7:10  |
| 11                                                                   | Roman Reigns (c) (z Paulem Heymanem) pokonał Johna Cenę                       | Singles match o WWE Universal Championship Jeśli Reigns przegra, odejdzie z WWE. | 23:00 |
| (c) – mistrz/mistrzyni przed walkąP – walka miała miejsce w pre-show |                                                                               |                                                                                  |       |